# Samorząd mieszkańców wsi
Samorząd mieszkańców wsi – organizowany był w celu integracji społecznej mieszkańców wsi i współdziałania z organizacjami społeczno-gospodarczymi. Zadaniem samorządu było zapewnianie udziału mieszkańców w rozpatrywaniu spraw socjalno-bytowych, kulturalnych, opieki zdrowotnej, sportu, wypoczynku i innych, związanych z miejscem zamieszkania.

## Powołanie samorządu
Na podstawie ustawy z 1983 r. o systemie rad narodowych i samorządu terytorialnego ustanowiono zasady funkcjonowania samorządu mieszkańców wsi.

## Organy samorządu
Organami samorządu mieszkańców wsi było:
- zebranie wiejskie,
- rada sołecka,
- sołtys.

## Zebrania wiejskie
Zebranie wiejskie zwoływane były z inicjatywy:
- co najmniej 1/5 obywateli uprawnionych do udziału w zebraniu,
- rady sołeckiej,
- sołtysa,
- prezydium gminnej rady narodowej.

## Uprawnienia zebrania wiejskiego
Zebranie wiejskie:
- wybierało radę sołecką i sołtysa, a także powoływało inne specjalistyczne organy samorządowe, natomiast radzie sołeckiej przewodniczył sołtys,
- podejmowało uchwały w sprawach planu zagospodarowania terenu wsi, utrzymania porządku na terenie wsi, dróg wiejskich, przeznaczania środków będących w jego dyspozycji, podejmowanie czynów społecznych,
- występowało do gminnej rady narodowej z wnioskami o rozpatrzenie spraw, których załatwienie wykracza poza możliwości zebrania wiejskiego,
- dokonywało rocznej oceny działalności rady sołeckiej i innych organów samorządowych,
- opiniowało sprawy dotyczące przeznaczenia lokali użytkowych i lokalizacji zakładów, których działalność mogła być uciążliwa dla otoczenia.

Zebranie wiejskie na czas określony mogło upoważnić radę sołecką do podejmowania w określonych sprawach uchwał w jego imieniu oraz do formułowania opinii i innych wniosków, jak również do pełnienia roli stałego komitetu czynów społecznych.